# 重力助推

利用行星引力進行減速

利用行星引力進行加速的示意圖，當前的太陽系內航行非常依賴這種方法進行加速。

在航天动力学和宇宙空间动力学中，所谓的重力助推（gravity assist；也被称为重力弹弓效应或绕行星变轨）是利用行星或其他天体的相对运动和引力改变飞行器的轨道和速度，以此来节省燃料、时间和计划成本。重力助推既可用于加速飞行器，也能用于降低飞行器速度。

## 原理解释

重力助推的简化模型：透過一來一往間所獲得的兩份行星引力，飞行器获得的速率为本身初速率和行星速率的两倍。
留意：上圖中標示的只是速率而非速度。如果改為以行星作為參考系，則飞行器初速為 u + v，在「反彈」後就是 -(u + v)。

行星的重力助推作用能够改变飞行器相对于太阳的速度，但由于必须遵守能量守恒定律，所以它和行星间的相对速度絕對值并没有改变（前進方向會不同）。在飞行器第一次从远距离接近行星时，产生的运动效果就像该飞行器被行星反弹开了。科学家们称这种情况为弹性碰撞，不过两者之间并没有发生实体接触而已。该理论看似违背了能量守恒和动量守恒定律，憑空給予了飛行器強大的動能或讓動能不見了，但这是由于我们忽略了飞行器也对行星的引力影响。飞行器获得的线性动量在数值上等同于行星失去的线性动量，反之亦然，不过由于行星的巨大质量，使得这种增加或损失对其速度的影响可以忽略不计。
假设你是一个静止的观测者，那么你就会看到：行星以速度U向左运动，飞行器以速度v向右运动。由于两者的运动方向相反，所以当飞行器运行至行星右侧时，其轨道就会发生弯曲，进而以U+v的相对速度（相对于行星表面）运行。当飞行器脱离环行星轨道时，其相对于行星表面的速度仍然为U+v，但是此时的运动方向与原来相反——即向左运动。而由于行星本身正以速度U向左运动，所以在观测者看来，飞行器正以2U+v的速度向左运行——其速度提升幅度为2U，即行星运行速度的两倍。由于未考虑轨道的各种细节，所以这是一个过于简单化的模型。但是事实证明如果飞行器沿双曲线轨道运行，则其无需启动引擎即可从相反方向离开行星，同时只要其脱离了该行星引力的控制，那么它就可以获得2U的速度增量。
在现实宇宙空间中飞行器与行星的相遇实际上会出现两个维度上的因素。在上述理论所提供的案例中，由于要求提高飞行器的速度，所以需要实现的是矢量增益，如下图所示。

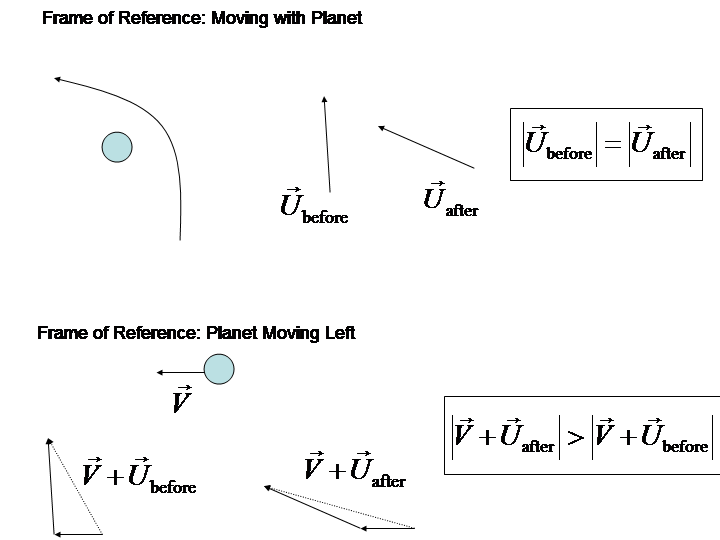
重力助推的二维示意图。箭头表示飞行器运行方向，而箭头的长度则表示飞行器的速度。

同时，重力助推也能被用于降低飞行器的速度。1974年的水手10号以及后来的信使号即通过重力助推实现了减速，两者都是飞往水星的探测器。
如果飞行器需要获得更多的加速度，最经济的做法是当其位于行星近拱点时点燃火箭。火箭助推为飞行器提供的加速度总是相同的，但是它引起的动能变化则与飞行器的实时速度成正比。所以为了从火箭助推中获得最大动能，火箭必须在飞行器速度最大时——即处于近拱点时点火。在奥伯特效应中该技术得到了详细阐释。

## 奥伯特效应
如上所述，从重力助推中获得更多能量的既定方法是在近拱点点燃火箭——此时飞行器拥有最大速度。
不管飞行器本身的速度为多少，火箭引擎提供的推进力总是相同的。火箭助推对于作用前后都静止不动的物体并不会产生任何有效效果；火箭所储存的能量完全被用于推进。而当火箭和有效负载被推进时，在任何时间段里火箭推进施加给有效负载的推进力总是通过火箭和有效负载被推进的距离实现效果的，在物理学上这被称为功。所以在既定的时间段里火箭和有效负载被推进得越远，那么它们的运行速度也就越快，它们自身所包含的动能也就越大。（这也就是为何很少使用火箭推进低速运行的飞行器，这样做的效率十分低下。）
在火箭推进中，能量仍然是守恒的。由于火箭所增加的速度是从被喷出的推进燃料的速度中扣除的，所以有效负载和火箭所增加的能量等于被喷出的推进燃料损失的能量。因此飞行器运动得越快，火箭推进的效果就越显著。
所以对于速度随时间变化的飞行器，如果想要尽最大可能增加其动能，则需要在其速度最快时进行火箭推进。在重力推进过程中，速度最大值出现在近拱点，即轨道中最接近行星的一点，当飞行器到达这一点时，即开始使用火箭推进。
另一种使用火箭推进的方法是当飞行器进入或摆脱行星引力控制区域时进行火箭点火，这样也能够使飞行器从推进燃料中获取较大动能。
也有人提议让飞行器到达行星的最接近点，此时利用气动升力作用实现空气-重力推进，从而完成更大程度上的挠曲并获取更多的动能。

## 重力助推法的历史渊源
最初提出重力助推法的科学家是苏联的尤里·康德拉图克（Юрий Кондратюк）。他在所署时间为“1918-1919”的论文“Тем кто будет читать, чтобы строить”（《致有志于建造星际火箭而阅读此文者》）中提出在两颗行星间飞行的飞船可以使用两行星卫星的重力实现轨道初段的加速和轨道末段的减速。
弗里德里希·灿德尔（Friedrich Zander）在其1925年的论文“Проблема полета при помощи реактивных аппаратов: межпланетные полеты”（《星际飞行中喷气推进的问题》）中也提出了类似的构想。
但是两者都未能意识到行星沿飞行器轨道施加的重力助推能够推进飞行器从而减少飞行器星际间飞行的燃料消耗。这一设想由迈克尔·米诺维奇（Michael Minovitch）于1961年提出。
1959年，重力推进法得到了首次应用，当时苏联的探测器月球3号使用该法运行至月球背面并拍摄了该区域的照片。当时这一操作流程由克尔德什应用数学研究所所设计。
1964年夏天，在美国國家太空總署喷气推进实验室（JPL），加里·弗兰德罗（Gary Flandro）的任务是研究探索太阳系的外行星的技术。 在这项研究中，他发现了外行星（木星、土星、天王星和海王星）的罕见排列，并构想了利用重力助推技术将任务持续时间从40年减少到不到10年。

## 使用重力助推法的原因
在太阳系中，由于飞往内行星的飞行器的轨道方向是朝向太阳的，所以其可以获得加速度；而飞往外行星的飞行器由于是背向太阳飞行的，故其速度会逐渐降低。
虽然内行星的轨道运行速度要比地球的快得多，但是飞往内行星的飞行器由于受到太阳引力作用而获得加速，其最终速度仍远高于目标行星的轨道运行速度。如果飞行器只是计划飞掠该内行星，就没有必要为飞行器降速。但是如果飞行器需要进入环该内行星的轨道，那么就必须通过某种机制为飞行器降速。
同样的道理，虽然外行星的轨道运行速度要低于地球，但是前往外行星的飞行器在受到太阳引力作用而逐渐减速之后，其最终速度将仍低于外行星的轨道运行速度。所以也必须通过某种机制为飞行器加速。同时，为飞行器加速还能够减少飞行所耗时间。
使用火箭助推是为飞行器加减速的重要方法之一。但是火箭助推需要燃料，燃料具有重量，而即使是增加很少量的负载也必须考虑使用更大的火箭引擎将飞行器发射出地球。因为火箭引擎的抬升效果不仅要考虑所增加负载的重量，也必须考虑助推这部分增加的负载质量所需的燃料的重量。故而火箭的抬升功率必须随着负载重量的增加而呈指数增加。
而使用重力助推法，则飞行器无需携带额外的燃料就可实现加减速。此外，条件适宜的情况下，大气制动也可用来实现飞行器的减速。如果可能，两种方法可以结合起来使用，以最大程度的节省燃料。
例如，在信使号计划中，科学家们即试用了重力助推法为这艘前往水星的飞行器进行减速，不过由于水星基本上不存在大气，所以无法使用大气制动来为飞行器减速。
而飞往离地球最近的行星——火星和金星——的飞行器一般使用赫曼转移轨道法，该轨道呈椭圆形，其开始一端与地球相切，末尾一端与目标行星相切。该方法所消耗的燃料得到了尽可能的缩减，但是速度较慢——使用该方法的飞行器从地球达到火星需要1年多的时间（模糊轨道法使用的燃料更少，而速度则更慢）。
如果使用赫曼转移轨道法前往外行星（木星、土星和天王星等），途中可能就要消耗掉数十年的时间，所需的燃料仍然很多，因为飞行器的航程长达8亿公里，同时还要抵抗太阳的引力。而重力助推则提供了一个无需附加燃料即可为飞行器加速的方法。所有飞往外行星的飞行器都使用了该方法。

## 重力助推法的局限
在实际操作中，使用重力助推法的主要局限是行星和其他大质量天体并不总是在助推的理想的位置上。例如70年代末旅行者号得以成行的重要原因是当时木星、土星、天王星和海王星都将运行至助推的理想地点，形成了一个队列。类似的队列将要到22世纪中期才会再次出现。这是一个极端的例子，但是即使是某些目标较小的计划，为了等待行星到达理想的位置，也必须空耗去数年时间。
该方法的另一局限是提供重力助推的行星的大气。由于引力与距离的平方成反比，所以当飞行器越接近行星时，其所获得的重力助推效果就越显著。但是如果飞行器太过于接近行星，从而过于深入行星大气，那么其损耗的能量将会大于其从行星重力助推中获得的能量。当然，从另一方面说，该效应也能够用来实现大气制动。也有人提出（至今还只是停留于理论阶段）当飞行器穿越大气层时可以利用大气层的气动升力为飞行器提供大气推进力。该方法能够将飞行器的轨道挠曲为一个较之重力助推更大的角度，因此也能够获取更多的动能。
使用太阳作为行星间重力助推的天体是不可能的，因为太阳相对于太阳系整体来说是相对静止的。但是，接近太阳时所获得的强大推进也和重力推进有相似的效果。该方法能够极大增加飞行器的动能，但是存在着飞行器是否能够抵御太阳高温的问题。
而对于星际间的旅行，使用太阳作为重力助推的星体是可行的，如原本属太阳系内的天体就可在飞掠太阳时获得推进从而开始它的银河系之旅，其能量和角动量来自于太阳环绕银河运转的轨道。但是这种星际间旅行所需的时间是超出人类可接受范围的。
该方法的另一个理论上的限制是广义相对论。如果飞行器接近黑洞的史瓦西半径，它就需要更多的能量才能从这个极度扭曲的空间中逃逸出来，所耗的能量将会多于从黑洞的重力助推中获得的能量。
不过，如果一个转动的黑洞的自转轴指向理想的方向，它就有可能提供额外的重力助推效果。广义相对论预言一个较大的转动天体的附近会出现参考系拖拽现象，即附近的空间被拖拽往天体自转的方向。理论上一颗普通的恒星也会出现这种现象，但是对太阳附近空间所作的观测至今未能得出确定的结果。广义相对论预言在转动的黑洞附近围绕着一层被称为能层的空间。在这个空间中物体的正常状态仍然无法存在，因为该空间正沿着黑洞自转方向以光速被拖拽着运动。但是彭罗斯机制或许可以为飞行器从能层中获取能量，虽然这个过程要求飞行器必须将一些“压仓物”抛入黑洞，这样飞行器也必须损失一部分由“压仓物”所携带的能量，这部分能量则被黑洞吸收。

## 采用过重力助推法的飞行器

### 月球3号
重力助推法在1959年被首次使用，当时月球3号拍摄了月球背面。

### 水手10号
水手10号是第一艘借助重力助推到达另一颗行星的探测器，它于1974年2月5日经过金星，经过重力助推的减速之后到达水星。它是第一艘探测水星的飞行器。

### 旅行者1号

旅行者1号在1977年9月至1981年12月31日的轨迹动态图
旅行者1号·
地球·
木星·
土星·
太阳

至2018年10月18日，旅行者1号距离太阳213.7亿公里（144.1天文单位），目前位于星际空间中，是距离地球最远的人造物体。它在经过木星和土星时通过重力助推获得了足以完全摆脱太阳引力的动能。

### 伽利略号

伽利略号在1989年10月19日至2003年9月30日的轨迹动态图
伽利略号·
木星·
地球·
金星·
小行星951·
小行星243（艾女）

1989年，美国航空航天局通过阿特兰蒂斯号航天飞机在太空中施放了伽利略号探测器。伽利略号最初计划使用赫曼转移轨道法，但由于挑战者号航天飞机的事故，伽利略号的“半人马座”推进火箭不再被允许通过航天飞机运至太空，取而代之的是一种功率较小的固态燃料推进火箭。在这种情况下，伽利略号在其轨道上一次飞掠过金星，两次飞掠过地球，计划1995年12月到达木星。
伽利略号的工程师调查后认为（但是无法证实）在飞掠过程中飞行器与金星的长时间接触，使伽利略号上的主天线的润滑剂失效。该技术故障迫使伽利略号使用功能较差的后备天线。
在其后伽利略号探测木星卫星的过程中，也多次使用重力推进法，从而延长了燃料的使用时间，也增加了其与木星卫星近距离接触的机会。

### 尤利西斯号探测器

尤利西斯号在1990年10月6日至2009年6月29日的轨迹动态图
尤利西斯号·
地球·
木星·
C/2006 P1·
C/1996 B2·
C/1999 T1

1990年，欧洲空间局发射了尤利西斯号探测器，用以研究太阳的极地地区。由于太阳系中所有行星的轨道基本上都位于黄道面上，所以为了运动至环绕太阳的极轨道上，该探测器必须将其从环地球轨道上继承的30千米/秒的速度降为零，同时获得绕太阳极面运行的轨道速度——但是以现有的航天器推进系统还无法完成该任务。
于是尤利西斯号被发射往木星，当其到达木星“前下方”的一个区域时，即落入了行星的引力场中，之后经历了1分钟的重力推进，最终使尤利西斯号的轨道向上弯曲，脱离环木星轨道，进入环太阳的极轨道。这一策略只需足够尤利西斯号运行至木星的燃料即可。

### 信使号

信使号在2004年8月3日至2011年3月31日的轨迹动态图
信使号·
地球·
水星·
金星

信使号飞行器频繁的使用重力助推来降低速度，最后进入环水星轨道。在其飞行过程中，共一次飞掠过地球，两次飞掠过金星，三次飞掠过水星，最终将于2011年3月到达水星附近，此时其速度已经降得足够低，使用剩余的燃料足以将该飞行器送入环水星轨道。虽然其间的每次飞掠主要都是为了进行重力助推，但是也提供了不可多得的科学观测机会。

### 卡西尼号
卡西尼号探测器两次飞掠过金星，之后又途经地球、木星，最终到达土星。其6.7年的旅程较之霍曼轉移軌道法所用时间——6年稍长，但是所需的速度增量少了2公里/秒，故体积和质量都较大的卡西尼号能够依靠较少的推进燃料到达土星。赫曼转移轨道法到达土星所需的加速度总值为15.7公里/秒（此处忽略了地球和土星的重力势阱以及大气制动效应），超过了现有飞行器推进系统的推进能力。

### 新視野號
新視野號飛向冥王星時依靠木星重力助推。

### 朱诺号
朱诺号在2013年10月9日再次飞近地球，利用地球进行重力助推，从而从内太阳系绕进木星。

### 贝皮可伦坡号
贝皮可伦坡号（英語：BepiColombo）是由欧洲空间局（ESA）与日本宇宙航空研究開發機構（JAXA）对水星行星的联合探测任务。 它于2018年10月20日发射。它对地球使用重力助推技术一次，对金星使用两次，对水星使用六次。 贝皮可伦坡号以意大利科學家，數學家和工程師朱塞佩·可倫坡（義大利語：Giuseppe Colombo，以他的綽號“貝皮·可倫坡”（Bepi Colombo）聞名）的名字命名，他通过计算展示了利用金星进行重力助推进入太阳轨道，并且能多次遇到水星，这个计算被应用到水手10號从而能三次飞越水星。

## 外部連結
- Basics of Space Flight: A Gravity Assist Primer （页面存档备份，存于） at NASA.gov
- Spaceflight and Spacecraft: Gravity Assist （页面存档备份，存于）, discussion at Phy6.org
- . MathPages.com.
- Double-ball drop experiment （页面存档备份，存于）
- "Gravity-assist 'Slingshot', Background, principle, applications, Part 1 and 2" （页面存档备份，存于）, on EEWorldoneline.com （页面存档备份，存于）